# تپه سوارآباد
تپه سوارآباد مربوط به پیش از آغاز نگارش به بعد است و در شهرستان شازند، بخش زالیان، دهستان پل دوآب، روستای سوارآباد واقع شده و این اثر در تاریخ ۲۸ شهریور ۱۳۸۶ با شمارهٔ ثبت ۱۹۶۸۸ به‌عنوان یکی از آثار ملی ایران به ثبت رسیده است.